# Späd skogsdyngbagge
Späd skogsdyngbagge (Aphodius coniugatus) är en skalbaggsart som beskrevs av Georg Wolfgang Franz Panzer 1795. I den svenska databasen Dyntaxa används istället namnet Aphodius fasciatus. Enligt Catalogue of Life ingår späd skogsdyngbagge i släktet Aphodius och familjen Aphodiidae, men enligt Dyntaxa är tillhörigheten istället släktet Aphodius och familjen bladhorningar. Arten är reproducerande i Sverige. Inga underarter finns listade i Catalogue of Life.

## Bildgalleri

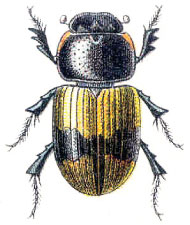